# Jomfru Maria
Jomfru Maria er ifølge Det Nye Testamente og Koranen mor til Jesus. Jomfru Maria er den græske form af det aramæiske navn Mirjam, som hun delte med Moses' søster. 
Ifølge kristendommen i Det Nye Testamente modtog den unge kvinde Mirjam/Maria af en engel budskabet om, at hun ved Helligånden skulle undfange en søn. Jomfru Maria kaldte sønnen for Jesus, og han blev født og lagt i en krybbe i byen Bethlehem. Derefter måtte Maria med sin mand Josef flygte med barnet til Egypten, men efter nogle år vendte de hjem til Nazareth. Jomfru Maria var senere til stede under korsfæstelsen og overgik derefter til Johannes' varetægt (Joh 19,27). Marias lovsang er gengivet i Lukasevangeliet.

## Oprindelige skriftlige kilder
I Paulus' breve, der udgør de ældste skrifter i Bibelen, er der ingen omtale af Jomfru Maria ud over, at Jesus blev "født af en kvinde". I modsætning til de fire evangelier, der beretter om Jesu liv, har brevene en teologisk karakter, hvori Paulus udlægger og forklarer evangeliet. 
I de fire evangelier fortælles der kun kort om Marias liv:
- Matt. 1:16 , Matt. 1:18-25 , Matt. 2:11 , Matt. 2:13-15 , Matt. 2:19-23 , Matt. 12:46-50 , Matt. 13:55
- Mk. 3:31-35
- Luk. 1:26-56 , Luk. 2:4-7 , Luk. 2:16-52 , Luk. 8:19-21
- Joh. 2:1-12 , Joh. 19:25-27

Desuden er Maria omtalt i Apostlenes gerninger: ApG. 1:14.
Markus-evangeliet (Mk. 3:31-33) kan læses som om, at Maria ikke er Jomfru, og at der var et modsætningsforhold mellem Jesus og Maria, der ikke harmonerer med, at Maria skulle anerkende Jesus som Guds Søn: "Så kom Jesu mor og hans brødre, og de sendte nogle ind til ham for at hente ham, men selv blev de stående udenfor. Han sad omgivet af en hel skare, og de sagde til ham: »Se, din mor og dine brødre og dine søstre står udenfor og spørger efter dig.« »Hvem er min mor og mine brødre?« Og han så rundt på dem, der sad omkring ham, og han sagde: »Se, her er min mor og mine brødre. For den, der gør Guds vilje, er min bror og søster og mor.« Den almindelige kirkelige opfattelse er dels, at "brødre" ikke skal forstås som søskende, men som familierelationer i overensstemmelse med mellemøstlig tradition, dels at Jesus ikke "fornægter" Maria, men at han understreger, at fællesskabet om troen på Gud er det primære 	. Dette kommer endnu stærkere til udtryk i for eksempel Luk. 14:26.
Traditionen om Maria baserer sig ikke alene på det Nye Testamente, men også på det Gamle Testamente, hvor Esajas skriver: "Men Herren vil selv give jer et tegn: Se, den unge kvinde skal blive med barn og føde en søn" (Esajas 7:14). I den ældste kendte version af det Gamle Testamente Septuaginta står der "jomfru" i stedet for "den unge kvinde".
Traditionen i den ortodokse og romersk-katolske kirke baserer sig også på en række bønner, hymner, fortællinger herunder fra de apokryfe evangelier, især Jakobs forevangelium.

## Maria i teologien
Jesus blev tidligt set som en parallel til Adam, det første menneske. Maria blev set som den nye Eva. Hvor Eva med sin ulydighed mod Gud bragte ulykke over menneskeheden, opvejede Maria det med sin lydighed, da hun tog imod Helligånden. Hun blev et forbillede for kvinder, men kirken accepterede ingen dyrkelse af hende. Fra det 3. århundrede findes et papyrus-fragment med en bøn til hende: "Vi flyver til din barmhjertighed, du som fødte Gud. Forsmå ikke vor bøn fra vor trængsel, men frels os fra faren, du som alene er ren, alene velsignet." 
Maria fik tilnavnet på græsk theotokós (= Gudføderske), men det var ikke meningen, at  Maria dermed var på niveau med Gud. Den daværende patriark i Konstantinopel Nestorius så imidlertid en fare for afgudsdyrkelse: "Gør bare ikke jomfruen til en gudinde!" For ham var hun i stedet christotokós (= Kristusføderske). Titlen "Gudføderske" var for nogle et udtryk for kætteri og måtte afvises. Striden blev afgjort på det tredje økumeniske koncil i Efesos i 431, hvor Maria blev erklæret for Gudføderske, og Nestorius fordømt som kætter. Det medførte et skisma i forhold de orientalske kirker, der var nestorianske.

## Dogmer om Maria
Ifølge traditionen i den romersk-katolske kirke er Maria som sin søn blevet til ved "ubesmittet undfangelse". Under besvangringen af hendes mor Anna havde Gud holdt arvesynden tilbage. Selv om den ortodokse kirke også opfatter Maria som "uden synd", lægger den vægt på, at hun er født under samme syndevilkår som ethvert andet menneske, og peger på, at netop hendes lydighed overfor Gud gør hende hellig.
I den romersk-katolske kirke blev den "ubesmittede undfangelse" i 1400-tallet kirkelære. I 1854 blev det proklameret som dogme i den katolske kirke. Det sidste dogme kom i 1950 med proklamationen om Marias himmelfart, der erklærer, at hun som sin søn blev hentet op til himlen med legeme og sjæl. Forestillingen om Marias himmelfart er kendt tilbage til 300-tallet, men blev først officiel kirkelære i 1950.
Det er ligeledes et dogme, at Maria forblev jomfru hele sit liv, og omtale af Jesu søskende anses derfor for at være andre nære familiemedlemmer og IKKE børn af Jomfru Maria.

## Traditioner i forbindelse med Maria
Venerationen for Maria har gennem historien haft stor betydning, og hun har en central position den romersk-katolske og den ortodokse kirke. 
Næsten enhver katolsk og ortodoks kirke er viet til en helgen, og dennes navnedag er kirkens festdag. Kirkeåret har et antal Maria-festdage; derfor er en Mariakirke indviet til en bestemt Mariafest (Marias ubesmittede undfangelse, Mariæ bebudelse, Marias optagelse i himmelen, Gudsmoders Beskyttelse osv.). 
I enhver ortodoks kirke er Marias ikon placeret til venstre for Jesu-ikonen ved indgangen til alteret. De troende beder forskellige bønner og hymner til Maria, særligt kendes Axion Estin.
I den romersk-katolske kirke er det ikke usædvanligt at give drengebørn navnet Maria. Det forklarer navne som Carl Maria von Weber. Når katolikker beder rosenkransen, beder de til Jomfru Maria.

## Jomfru Maria i kunsten
Den store rolle, som Maria har spillet i den kristne kirke, har afstedkommet en række faste motiver i billedkunsten. Både i den ortodokse og i den romersk-katolske kirke optræder især Maria med Jesusbarnet. I den ortodokse kirke typisk på ikoner, hvor der forekommer en række faste motiver af Maria alene, med Jesusbarnet eller i andre sammenhænge. Maria er i den romersk-katolske kirke en fast bestanddel ved korsfæstelsesbillederne og med den nedtagne Jesus, en såkaldt Pietà, og desuden ved "Bebudelsen ved englen" (Annunciata). Der er her også ofte tale om statuer og udskæringer.
I danske kirker forekommer motiver med Maria på kalkmalerier og altertavler oftest med Jesusbarnet på armen eller som jomfru- eller himmelkronet.

## Andre syn på jomfru Maria

### Protestantisme
Under reformationen forkastedes "helgenvæsenet" af de ledende protestanter, Martin Luther, Jean Calvin og Ulrich Zwingli, og selv om de fastholdt de grundlæggende dogmer (herunder at Maria er Gudsføderske), så ophørte Jomfru Maria mere eller mindre med at spille en synlig rolle i den protestantiske tro. Veneration af helgener kaldes ofte for helgendyrkelse, og jævnføres dermed med afgudsdyrkelse. Nogle protestanter betragter bønner til helgener som magiske påkaldelser af afdøde ånder.

### Islam
I islam anerkendes jomfrufødslen også, dog regnes Jesus ikke for Gud, men som profet, og har som sådan en meget høj status i islam som den, der havde et tæt forhold til Gud. Det gælder også hans mor Miriam/Maria, som islam anser som en dydig og retskaffen kvinde. Maria er den eneste kvinde, der nævnes ved navn i Koranen, hvor hun har et helt kapitel opkaldt efter sig.

### Jødedom
I det middelalderlige smædeskrift Toledot Yeshu (Om Jesu liv) beskrives Jesus som et uægte barn som følge af en forbindelse mellem Maria og en romersk soldat.

### Rationalismen
Rationalister anser jomfrufødslen som en del af mytologiseringen af Jesus.

### Mormonismen
Ifølge Mormonismen gjorde Gud Fader Maria gravid, ligesom en mand gør en kvinde gravid. Det vil sige, at der fra en mormons synspunkt ikke er tale om jomfrufødsel, som andre kristne ser det. Dog kalder mormoner det stadig for jomfrufødsel på trods af dette, da det var specielt, at det var selveste Gud Fader, som var far til Jesusbarnet.

### Nyreligiøsitet
I det 20. århundrede er der vokset en bevægelse frem i Vesten, som taler for et udogmatisk syn på religion. Det gælder blandt andet New Age. Et fællestræk er et ønske om, at det enkelte menneske selv må definere sin tro. Bevægelsen er et udtryk for postmodernisme, der hævder som en absolut sandhed, at der ikke findes absolutte sandheder længere.[kilde mangler] I New Age opfattes Jomfru Maria tillige med Jesus, Buddha m.fl. som særlige åndelige mennesker og læremestre, der kan kanalisere guddommelig energi.[kilde mangler] 
Mere folkelige udtryk for nyreligiøsitet er for eksempel romanen Da Vinci Mysteriet af den amerikanske forfatter Dan Brown, hvis fiktive handling tilbyder en alternativ fortolkning af de bibelske hændelser herunder et syn på relationen mellem de bibelske personer, som indebærer en afvisning af Marias jomfruelighed og Jesu seksuelle afholdenhed. Da Vinci Mysteriet nævner både Dødehavsrullerne og Nag Hammadi-teksterne, som berøres sporadisk, samt det gnostiske skrift Thomasevangeliet, som hævder, at en kvinde må blive til en mand for at kunne blive frelst, en tanke der ligger Jesu forkyndelse fjernt iflg. de fire evangelier.[kilde mangler]

## Åbenbaringer af Jomfru Maria
Der er et meget stort antal af beretninger og rapporter om åbenbaringer af Jomfru Maria. Nogle af dem er gået ind i traditionen og fejres på særlige dage, andre har medført at lokaliteten, hvor hændelsen fandt sted, er blevet mål for pilgrimme.
Fra den romersk-katolske kirke kendes blandt andet 
- Vor frue af Guadelupe fra 1531
- Bernadette Soubirous åbenbaringer i Lourdes i Frankrig 1858
- tre portugisiske børns åbenbaringer ved byen Fátima i Portugal i 1917
- fire børns åbenbaringer ved byen Garabandal i Spanien fra 1961-1965
- seks børns åbenbaringer ved byen Medjugorje i Bosnien fortløbende siden 1981

De sidste to fænomener er ikke anerkendt af Vatikanet.
Fra den ortodokse kirke kendes blandt andet 
- Den hellige Andreas af Konstantinopels åbenbaring af Gudsmoders beskyttende slør i Blachernae-kirken i Konstantinopel i midten af det 10. århundrede [10]
- Den russiske prins Andrey Bogolyubskyes åbenbaring på en rejse fra Vyshgorod til Suzdal i 1157, hvor han blev befalet at male en ikon af Maria, som regnes for undergørende
- Den hellige Seraphim af Sarovs åbenbaring i Rusland i 1825.

Et særligt fænomen er "grædende ikoner", grædende Maria-statuetter o.l. I en periode i 1995 kunne mange mennesker således bevidne en grædende Maria-ikon i den russiske Alexander Nevskijkirke i København.
Uforklarlige hændelser giver anledning til kritik og afvisning fra både troende og ikke-troende. Kirkernes holdning er som oftest, at sådanne hændelser ikke bør udbasuneres, da de giver anledning til sensationalisme og uro og sjældent tiltrækker nogen til troen.